# Fiume (1931)
«Фіуме» (італ. Fiume) — військовий корабель, важкий крейсер типу «Зара» Королівських ВМС Італії за часів Другої світової війни.

## Історія створення
Крейсер «Фіуме» був закладений 17 березня 1930 року на верфі компанії Stabilimento Tecnico Triestino в Трієсті. 21 грудня 1932 року увійшов до складу Королівських ВМС Італії.

## Історія служби

### Довоєнна служба
Після вступу у стрій крейсер брав участь у навчаннях та походах в італійські та закордонні порти.
Під час громадянської війни в Іспанії брав участь у підтримці франкістів, супроводжуючи транспорти зі зброєю та проводячи розвідку.
У квітні 1939 року крейсер брав участь в окупації Албанії.

### Друга світова війна
Після вступу Італії у Друг світову війну 10 червня 1940 року першою операцією крейсера «Фіуме» було прикриття постановки мінних полів. До кінця червня він у складі з'єднань італійського флоту здійснив 2 виходи в море на перехоплення британської ескадри та пошуку на французьких комунікаціях, але зустрічі з кораблями противника не було.
9 липня крейсер брав участь в бою біля Пунта Стіло.
Надалі крейсер брав участь у супроводі конвоїв у Північну Африку.
У вересні у складі з'єднання італійського флоту брав участь у протидії британській операції «Хетс», але зустрічі із кораблями противника не було.
27 листопада брав участь в бою біля мису Спартівенто. До березня 1941 року крейсер виконував рутинні задачі.

### Загибель
У березні 1941 року, під час німецького вторгнення у Грецію, командування італійського флоту відправило з'єднання у складі лінкора «Вітторіо Венето», шести важких та двох легких крейсерів і 13 есмінців на перехоплення британського конвою у східній частині Середземного моря.
Проте британській розвідці, завдяки злому кодів німецької шифрувальної машини «Енігма», вдалось перехопити переговори Люфтваффе та загалом зрозуміти задум командування італійського флоту. Британський лінійний флот вийшов у море на перехоплення італійського з'єднання.
Вранці 28 березня італійське з'єднання вступило у бій з британськими крейсерами, але, не дочекавшись повітряної підтримки, почало відхід на базу. Увечері крейсер «Пола» був пошкоджений внаслідок атаки торпедоносця Fairey Swordfish та втратив хід. Решта кораблів ішли далі. Але незабаром адмірал Анджело Якіно наказав крейсерам 1-ї дивізії повернутись та надати допомогу пошкодженому крейсеру. Він не знав, що британські лінкори переслідують з'єднання.
«Зара», «Фіуме» та 4 есмінці лягли на зворотній курс.
Близько 22 години британці помітили італійські кораблі. О 22:30 вони відкрили артилерійський вогонь.
«Фіуме», який йшов за «Зарою», отримав бортовий залп британського флагмана «Ворспайт», потім залп лінкора «Валіант», і потім знову залп «Ворспайта».
Близько 23:00 крейсер затонув у точці з координатами 35°21′ пн. ш. 20°57′ сх. д. / 35.350° пн. ш. 20.950° сх. д.. Загинули 813 членів екіпажу, в тому числі капітан корабля Джорджо Джорджіс.